# Harrison-Meldola-Preis
Der Harrison-Meldola-Preis (Harrison-Meldola Memorial Prizes) ist ein jährlich verliehener Preis der Royal Society of Chemistry für die beste veröffentlichte Untersuchung in Chemie.
Er wurde ab 1921 von der Chemical Society als Meldola Medal and Prize verliehen (ab 1980 von der Royal Chemical Society), benannt nach Raphael Meldola. Ab 2008 wurde es mit dem Edward Harrison Memorial Prize der Chemical Society zusammengelegt, der 1926 bis 1979 verliehen wurde für Theoretische und Physikalische Chemie (benannt nach dem Chemiker Edward Harrison (1869–1918)). Die älteren Preise waren ebenfalls für Nachwuchswissenschaftler (unter 32 Jahre).
Jährlich werden bis zu drei Preisträger geehrt, die 5000 Pfund erhalten und eine Vorlesungsreihe an Universitäten in Großbritannien halten. Die Preisträger müssen aus Großbritannien oder Irland stammen und 35 Jahre alt oder jünger sein.

## Preisträger

### Harrison Memorial Prize (1926–2007)
- 1926 Charles Robert Harington
- 1929 Patrick Linstead
- 1932 Harry Julius Emeléus
- 1935 Leslie Sutton
- 1938 Alexander King
- 1941 H. Norman Rydon
- 1947 Derek H. R. Barton
- 1950 Christopher Longuet-Higgins
- 1953 Ronald Gillespie
- 1956 Leslie Orgel
- 1959 A. David Buckingham
- 1962 Alan Carrington
- 1965 G. Williams
- 1968 Geoffrey Luckhurst
- 1971 G. Michael Bancroft
- 1974 C. Masters
- 1978 Myron Evans
- 1981 Anthony Barrett
- 1984 S. K. Scott
- 1987 Kenneth Dawson
- 1988 Peter J. Knowles
- 1989 Joe Crayston
- 1990 Luet-Lok Wong
- 1991 M. J. Rosseinsky
- 1992 Colin D. Bain
- 1993 Jas Pal Badyal
- 1994 Andrew J. Orr-Ewing
- 1995 M. G. Davidson
- 1996 Helen H. Fielding
- 1997 M. Wilson
- 1998 nicht verliehen
- 1999 A. E. H. Wheatley
- 2000 Jonathan P. K. Doye
- 2001 N. E. Leadbeater
- 2002 C. A. Morrison
- 2003 Claire Vallance
- 2004 Sharon Ashbrooke
- 2005 R. J. Allen
- 2006 Saif A. Haque
- 2007 Katherine Holt

### Meldola-Medaille und -Preis (1921–2008)
- 1921 und 1922 Christopher Kelk Ingold
- 1923 Cyril Norman Hinshelwood
- 1923 Leslie Julius Harris
- 1925 Henry Philips
- 1926 Ronald George Wreyford Norrish
- 1927 Juda Hirsch Quastel
- 1928 John Alfred Valentine Butler
- 1929 Richard Alan Morton
- 1930 Patrick Linstead
- 1931 Guy Frederic Marrian
- 1932 Leslie Sutton
- 1933 Maurice Stacey
- 1935 Harry Work Melville
- 1936 Edward David Hughes, Alexander R. Todd
- 1937 Ronald Percy Bell
- 1938 Bill Price
- 1939 H. Norman Rydon
- 1940 Ewart Jones
- 1941 Clement Henry Bamford
- 1946 Alan Woodworth Johnson, Robert Harold Stokes (Robin Stokes)
- 1947 James Baddiley
- 1948 Ralph A Raphael
- 1949 A. J. B. Robertson
- 1950 Ernest Alexande Rudolf Braude
- 1951 Charles Kemball, George Wallace Kenner
- 1952 Tom L. Cottrell, Basil Charles Leicester Weedon
- 1953 Robert Haszeldine
- 1954 John Shipley Rowlinson
- 1955 Peter Gray
- 1956 Thomas Summers West
- 1957 D. J. Manners
- 1959 John Cadogan, T. C. Waddington
- 1960 J. N. Bradley
- 1961 John N. Murrell, Richard Norman
- 1962 James Trotter
- 1963 Alan Carrington
- 1964 John Stuart Brimacombe, J. J. Rooney
- 1965 R. D. Gillard
- 1966 D. H. Williams
- 1967 T. J. Kemp
- 1968  M. Gerloch, Geoffrey Luckhurst
- 1969 Peter Atkins
- 1970 George M. Sheldrick
- 1971 G. M., Bancroft, John F. Kennedy
- 1972  Geoffrey A. Ozin
- 1973 Jonathan N. L. Connor, Brian P. Roberts
- 1974 Peter J. Derrick
- 1975 Jeremy Sanders
- 1976 J. K. Burdett, Martyn Poliakoff
- 1977 Eric Oldfield
- 1978 John Evans
- 1979 Myron Wyn Evans
- 1980 Anthony Barrett
- 1981 David Clary, A. Dilks
- 1981 A. Guy Orpen, Ivan Powis
- 1983 Richard A. Jones, Ian Paterson
- 1984 J. R. Darwent, Ian P. Rothwell
- 1985 John S. Foord
- 1986 A. Mills, Nicholas C. Norman
- 1987 Paul D. Beer, James H. Keeler
- 1988 Robert E. Mulvey, Nigel Simon Simpkins
- 1989 Sue Gibson (vorher Susan E Thomas), Mark T. Weller
- 1990 Andrew R. Barron
- 1991 Paul Attfield, Kenneth D. M. Harris
- 1992 Christopher A. Hunter, David J. Wales
- 1993 Martin Wills, Dominic S. Wright
- 1994 James R Durrant
- 1995 Alan Armstrong
- 1996 D. W. Lewis, Michael Shipman
- 1997 P. J. Clayden, J. S. O. Evans
- 1998 Stephen P. Marsden, Jonathan W Steed
- 1999 Ben G. Davis, Peter A. O’Brien
- 2000 Claire J. Carmalt
- 2001 Adam S. Nelson
- 2002 Greg L. Challis, M. A. Hayward
- 2003 Ian J. S. Fairlamb, N. R. Walker, Claire Vallance
- 2004 Milo S. P. Shaffer, Charlotte K. Williams
- 2005 R. J. Allen, Matt L. Clarke
- 2006 Richard Layfield, Rebecca Goss
- 2008 Hon Lam (Edinburgh), Rachel O’Reilly (Cambridge)

### Harrison-Meldola-Preis (seit 2009)
- 2009: Eva Hevia, University of Strathclyde, Petra Cameron, University of Bath, Oren Sherman, Cambridge
- 2010: Scott Dalgarno, Heriot-Watt University, Andrew Goodwin, Oxford, Nathan S. Lawrence, Schlumberger Cambridge Research
- 2011: Craig Banks, Manchester Metropolitan University,  Tomislav Friscic, Cambridge University, Philipp Kukura, University of Oxford
- 2012: Michael Ingleson, University of Manchester, Tuomas Knowles, Cambridge, Marina Kuimova, Imperial College
- 2013: Andrew Baldwin, Oxford, John F. Bower, University of Bristol, Aron Walsh, University of Bath
- 2014: David Glowacki, University of Bristol, Erwin Reisner, Cambridge, Matthew Fuchter, Imperial College London
- 2015: Adrian Chaplin, University of York, David Scanlon, University College London, Robert Paton, Oxford
- 2016: Gonçalo Bernardes, Susan Perkin, Sarah Staniland
- 2017: Matthew Baker, Mark Crimmin, Elaine O’Reilly
- 2018: Kim Jelfs, Daniele Leonori, David Mills
- 2019: Rebecca Melen, Robert Phipps, Matthew Powner
- 2020: Thomas Bennett, Anthony Green, Sihai Yang
- 2021: Nicholas Chilton, Fernanda Duarte, Ceri Hammond
- 2022: Volker Deringer, Marina Freitag, Paul McGonigal
- 2023: James Dawson, Alexandra Gibbs, Anna Slater
- 2024: Yuval Elani, Sarah Lovelock, Felice Torrisi[2]